# Walter Bucerius
Walter Bucerius [buˈtseʁius] (* 28. September 1876 in Emden; † 25. Juli 1945 in Schönningstedt) war ein deutscher kommunaler Verwaltungsbeamter, später Direktor der Stinnes AG und danach Rechtsanwalt und Notar.

## Leben
Nach dem Abitur studierte er Rechtswissenschaften in Göttingen. Danach trat er 1907 in den kommunalen Verwaltungsdienst bei der Stadt Remscheid ein. Im Jahr 1910 wurde er hauptamtlicher Beigeordneter der Stadt Essen. Zwischen 1914 und 1917 nahm er am Ersten Weltkrieg teil. Im Jahr 1919 trat er der DVP bei. Im Jahr 1920 wurde er Bürgermeister in Hannover und hatte die Kämmerei unter sich. Nachdem er sich mit seinem harten Sparkurs nicht durchsetzen konnte, gab er sein Amt bereits 1922 auf und wurde Direktor in der Hugo Stinnes AG für Seeschifffahrt und Überseehandel in Hamburg. Nach dem Tode von Hugo Stinnes im Jahre 1924 machte sich Bucerius mit einem Sozius 1926 als Rechtsanwalt und Notar in Altona selbstständig.
Er war der Vater von Gerd Bucerius, der ab Frühjahr 1933 als Anwalt in die Kanzlei eintrat.